# 어덜트 비디오

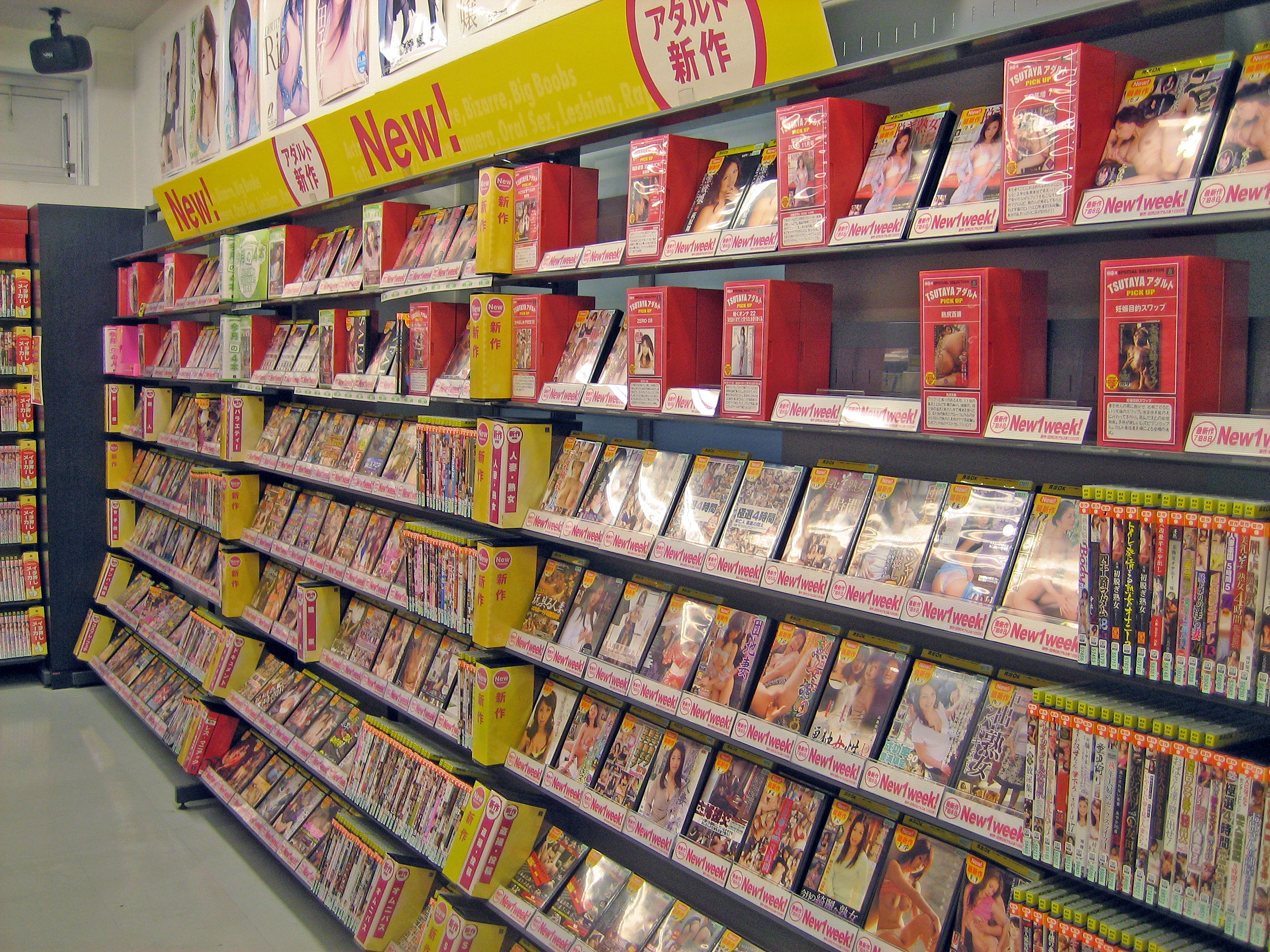
아덜트 비디오

아덜트 비디오(일본어: アダルトビデオ 아다루토비데오[*], 영어: Adult Video)란 인간의 성적 욕구를 만족시키기 위해서 제작된 영상 작품 중 하나로, 줄여서 AV, 또는 JAV(Japanese Adult Video)라고도 한다. 전 세계적으로 포르노그래피라고 불리는 이들 영상과는 달리, 아덜트 비디오는 대체로 일본에서 제작된 성적 영상물만을 의미한다. 매우 좁은 개념으로는 비디오 카메라로 촬영된 포르노 영상부터, 넓게는 일본 내에서 합법적으로 유통되는 포르노 영상까지를 포함한다. 또 합법적으로 제작된 아덜트 비디오를 오모테 비디오(表ビデオ)라고 부르며, 성기에 모자이크 처리를 하지 않는 등 비합법적인 방식으로 만들어진 영상을 우라 비디오(裏ビデオ)라고 한다. 어덜트 비디오는 일본의 가정에서 비디오 테크가 보급되던 1980년대 초반에 생겨난 단어로서, 당시에는 영상이 비디오테이프 포맷으로 유통되었기 때문에 붙여졌다. 현재는 비디오테이프가 사라지고 DVD/BD, 그리고 인터넷으로 유통되고 있지만, 오늘날까지도 비디오라는 단어를 사용하고 있다. 일반적으로 일본을 제외한 다른 나라의 포르노 영상을 AV라고 부르는 경우는 거의 없다. 아덜트 비디오는 일본 국내법이 적용되기 때문에, 성기를 모자이크 등을 이용하여 가리고 있다.
핑크 영화나 로망 포르노(1971년 ~ )와 제작 기법이 다른 별도의 장르이며, 이 두 장르는 어덜트 비디오가 등장하기 이전부터 존재해왔다.

## 개요
기본적으로는 일본에서 DVD나 비디오테이프 등의 형태로 공급되는 성 행위를 담은 영상으로, 시청자의 성적 욕구를 만족시키기 위한 영상이다. 좁은 뜻으로 AV는 비디오 카메라로 촬영된 것을 뜻한다. 초기엔 많은 작품들이 비디오 카메라로 촬영되었으며, 1981년에 〈일본 비디오 영상〉에서 발매된 《비닐책의 여자 : 은밀한 곳 엿보기》와 《OL 엿보기 : 무르익은 비밀의 낙원》이 일본의 어덜트 비디오의 시초라고 알려져 있다.
일본 내에서 합법적으로 유통되고 있는 것을 오모테 비디오, 합법적으로 유통시킬 수 없는 것을 우라 비디오라고 부르기도 한다. 또 제작 회사가 폐업할 때에 간혹 모자이크를 씌우지 않은 마스터 테이프가 유출되곤 하는데, 이러한 영상을 유출물이라고 부르며 이는 우라 비디오의 일종으로 취급한다.
초기 미디어는 VHS가 중심이었으나, 2010년대의 합법적 비디오의 대부분은 DVD 형식이다. DVD가 등장하기 전에 잠시 비디오 CD로도 작품이 발매되기도 했다. 또 DVD 영상 소프트와 마찬가지로 HD 화질이나, 가로세로비 16:9로 촬영된 작품도 많기 때문에, BD 형태로도 만들어진다. 2009년 1월 23일부터 TSUTAYA에서 BD의 대여가 가능해졌고, 쿠로바 유키히로에 따르면 2013년에 연간 1만개 정도의 AV가 출시되고 있다고 한다.

## 유통

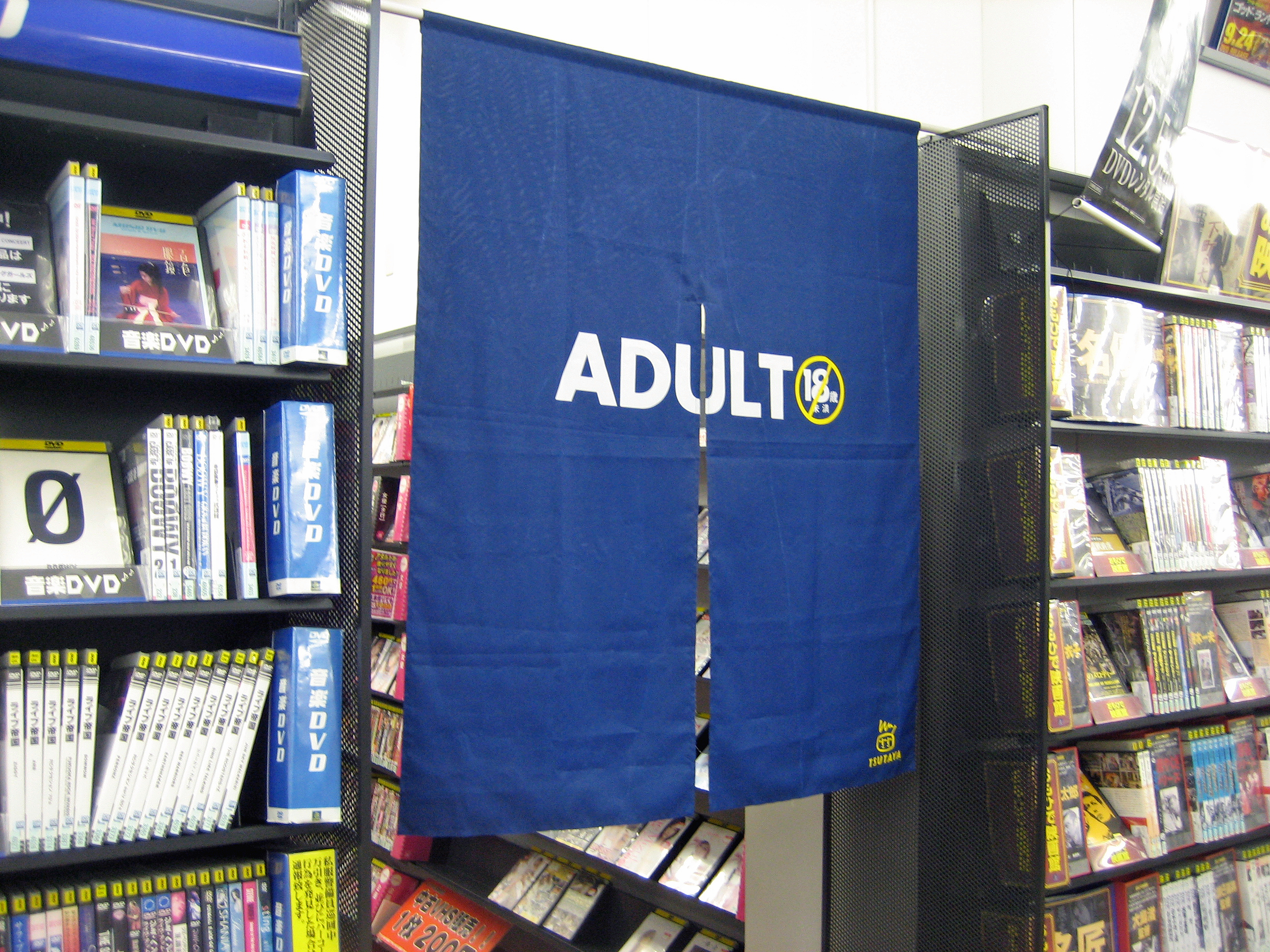
일본 비디오 대여점의 어덜트 비디오 코너의 입구는 천막으로 가려져 있는 경우가 많다.

### 비디오 대여 업체의 사업
- 2000년대 후반 대여 업계는 TSUTAYA와 게오가 시장을 과점한 상태이다. AV 제작사 역시 과점 상태로 소프트온 디맨드와 CA 두 곳의 거대 셀 비디오 그룹이 여기에 참여하고 있다.[6]
- 2009년 후지키 TDC에 따르면, 정확한 숫자는 파악할 수 없으나 일본에서 연간 1만 편 이상의 작품이 제작되고 있다고 한다.[7]

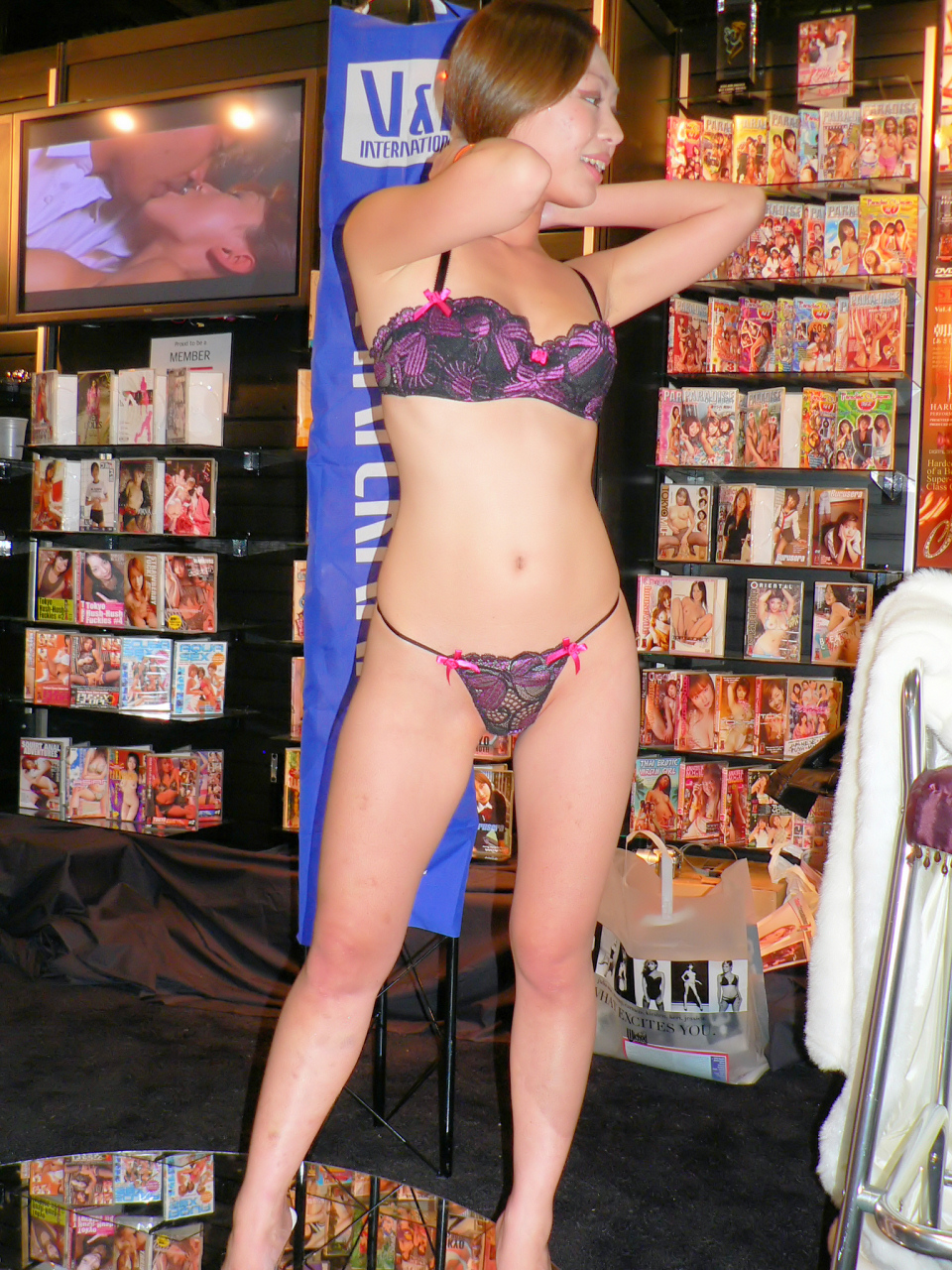
인기 AV 여배우는 촬영회, 사인회, 악수회 등을 통해 팬과의 교류를 활발히 하고 있다.

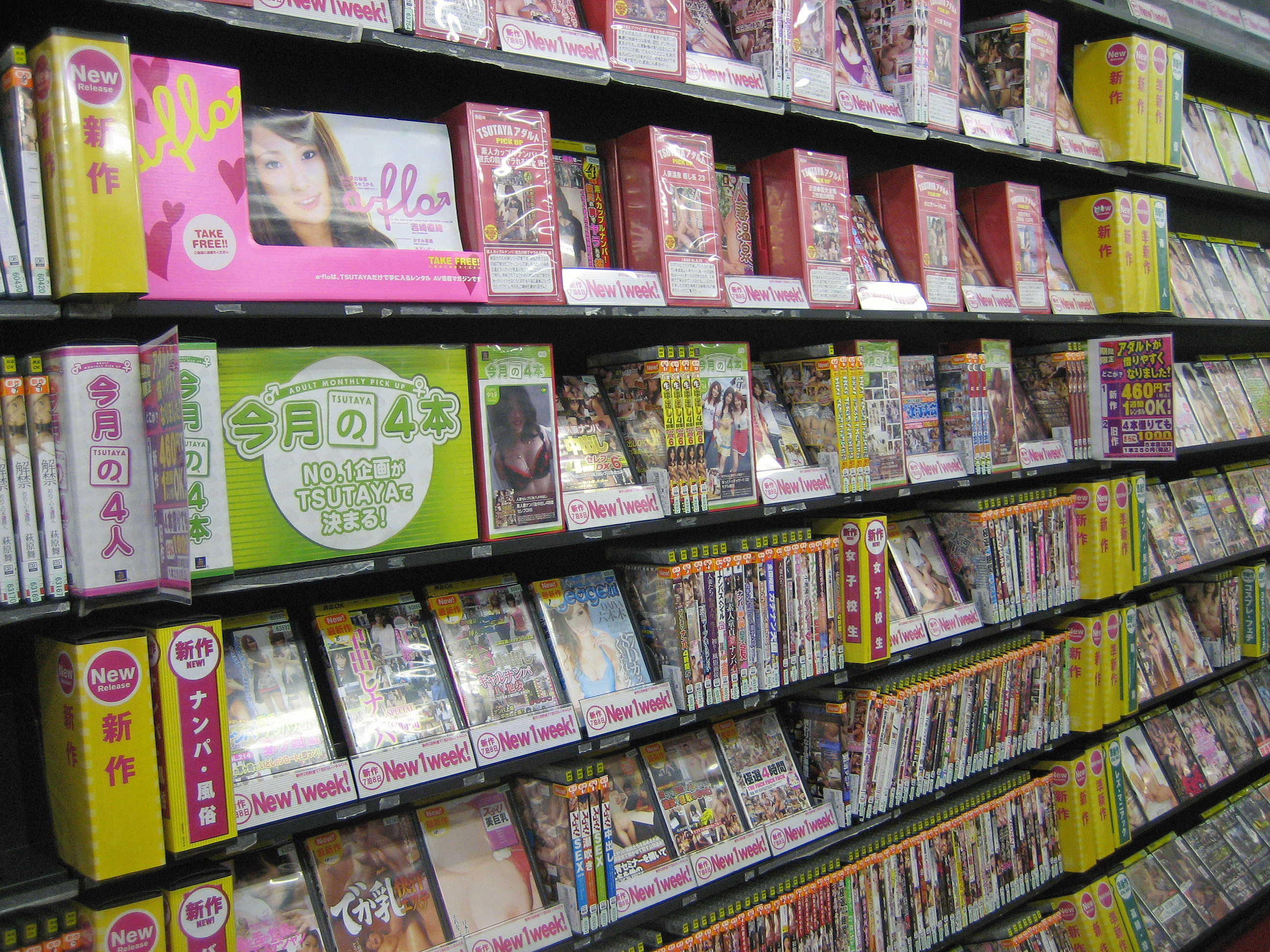
일본 비디오 대여점의 성인 코너에 있는 신작 코너이다.

- 렌탈 비디오가 일반적으로 보급되는 한편, 판매를 주 목적으로 한 셀 비디가 등장했으며, 시장 규모 면에서 홈쇼핑에서도 구매 가능한 셀 비디오 쪽이 점차 커지고 있다.
- 비디오 대여점의 다수는 어덜트 비디오 코너가 마련되어있으며, 이것은 청소년의 눈에 띄지 않도록 함과 동시에 어덜트 비디오에 혐오감을 갖고 있는 사람들을 배려한 것이다. 1990년 경에는 어덜트 비디오의 작품 수가 적었기 때문에 일반 작품과 함께 전시되어 있었다.
- 어덜트 비디오 대여 매출은 일반 영화내 애니메이션 비디오를 웃돌기 때문에, 많은 대여점에서 유치하고 있다. 또 수는 적지만 어덜트 비디오를 전문으로 하는 비디오테이프 대여점도 존재한다.
- 통신 판매나 인터넷으로 신청이 가능한 어덜트 비디오 택배 서비스도 있다.
- 제작사에 따라 독자적인 유통 시스템을 구축한 곳도 있으며, 이를 통해 통신 판매 서비스의 향상과 저가화를 추구하고 있다.

### 위성 방송에 의한 사업
- 비즈니스 호텔과 러브 호텔의 유료 방송, 스카파! 프리미엄 서비스(채널 번호 900번 대), 케이블 방송 등에서도 작품이 방영된다.

### 인터넷 동영상 다운로드 사업
- 인터넷의 보급으로 AV 컨텐츠들을 스트리밍 방송이나 데이터 다운로드 형태로 제공하기도 한다. 특히 이제 판매하지 않는 작품들은, 데이터로 다운받는 것 이외에는 볼 수 있는 방법이 없다.
- 일본내국인(개인, 법인)이 일본 국외에서 해외 법인을 설립하고, 일본의 법 체계에서 벗어나 일본에 모자이크가 없는 무삭제 동영상을 역으로 전송, 판매하는 경우가 발생하고 있다.
- 유튜브에서는 18세 미만이 보지 못하도록 대부분의 어덜트 비디오는 로그인하고, 성인임이 인증되었을 때 확인할 수 있도록 되어 있다.[* 3]

## 제작
편 당 촬영 일수는 1 ~ 3일인 경우가 많으며, 제작 비용은 작품 규모에 따라 수만 ~ 수백만 엔이다. 대부분의 제작비는 여배우의 출연료로 지불된다.

## 작품의 내용
자위를 목적으로 만들어진 영상이기 때문에, 영화, TV 드라마, 잡지, 비디오 게임 등에서 볼 수 있는 예술성은 거의 요구되지 않으며, 작품에서 느껴지는 성적 매력을 높이는 것에 힘을 주는 것이 대다수이다.
단 외국의 포르노와는 달리 어덜트 비디오는 반드시 성 행위 장면이 등장하기는 하나, 이미지 영상이나 여배우의 인터뷰 등도 중시된다.

## 피임 도구와 질내 사정, 성병 검사
기본적으로 콘돔을 착용하며, 그를 명시하고 있는 작품도 있다. 사정 후 콘돔에서 정액을 흘려 여배우가 마시게 하는 식으로 활용하기도 한다.
질내 사정의 경우는 제작사 측이 사후피임약이나 피임 필름을 준비하거나, 여배우가 경구피임약을 먹어 피임하는 경우가 있다. AV 여배우 오키바 츠바사는 《콘돔 없이 섹스하자》에서 의사에게 처방받은 경구피임약을 공개하고, 사용법을 설명해주는 장면이 있다.
류지 고로의 말에 따르면, 질내 사정 작품은 임신과 성병 감염의 위험을 무릅쓰고까지 제작되는 것은 아니며, 여배우는 일상적으로 피임약을 복용하고 있다고 한다. 또 여배우 뿐만 아니라 남배우나, 조연들까지 작품에 등장하는 모든 인원이 성병 검사(소변 검사와 혈액 검사를 모두 한다.)를 받아 음성임을 증명해야 하며, 최근 1개월 이내 검사받았음을 증명하는 서류를 제출하는 것이 의무적이다. 성병 검사는 보통 남자 배우는 월 1회, 여배우는 월 수 회 받게 된다. 만약 촬영 전에 출연자가 감염되었음이 드러날 경우에 촬영은 즉각 중지되며, 이것은 질내 사정 작품을 제외한 모든 작품에서 공통되는 사항이다. 만약 AV 사무소에서 출연자의 성병 사실을 숨긴 경우, 그 사무실의 여배우는 모두 두번 다시는 작품 활동을 할 수 없게 된다.

## 성기 노출 규제
일본에서는 유럽과 달리 성인을 대상으로 하더라도 성기를 직접적으로 표현하는 영상을 공개할 수 없다. 이것은 음란물 배포등의 죄(형법 제 175조)를 위반한 것이다. 그래서 윤리 심사 단체의 규제로 모자이크 처리를 포함한 다양한 방법으로 흐리게 표현하며, 명분상으로 성기를 노출시키지 않게 하는 방법이다. 정액과 항문의 묘사에 있어서는 심사 단체에 따라서는 자율적으로 규제하나, 이런 것까지 가리는 것은 아니라고 해석되고 있다.
일본 성인 사이트 업체나 어덜트 비디오 업체가 성기 노출에 대한 법이 일본과는 다른 해외의 서버와 인터넷 서비스 제공자를 경유해 유료 사이트를 개설한 경우도 있다. 이 경우 일본 국내에서 사이트에 접속해 무삭제 영상을 쉽게 시청하거나 다운로드 받을 수 있다.
또 규제도 변화하고 있는데, 과거에는 여성의 음모와 항문이 노출되어 있는 것은 불법이었으나, 2010년 이후에는 합법적인 것으로 취급받는다. 또 음모가 없는 아동의 성기의 경우 과거에는 노출되어도 합법적이었으나, 이후 대법원 판례에 의해 비합법되는 경우도 있다. 시대에 따라서 음란의 개념과 정의가 변하면서 노출이 가능한 범위는 변하고 있다.

### 아슬아슬 모자이크 / MAX 모자이크
남성기, 여성기를 가릴 때, 할 수 있는 한 가장 최소한의 범위만 모자이크 처리하는 방법으로서, 수많은 인력들이 달라붙어 1초간 30컷의 영상을 화상 처리한다. 방대한 작업량을 요하지만, 2000년대 후반엔 AV 업계의 아웃소싱 중 하나로서 자리잡았다.

## 윤리 심사 단체와 인디
윤리 심사 단체는 일본비디오윤리협회(비데륜), 컴퓨터소프트웨어윤리기구(소프륜), 콘텐츠소프트협동조합미디어윤리위원회(메디륜) 등이 있으며 각각 소속 회원 업체의 비디오가 윤리 기준을 일탈하는지 감시하고있다. 다만 법적인 근거는 없으며 심사에 통과해도 경찰에 적발되지 않는다는 보장은 없다.
윤리 심사와 동시에 해적판 제작자에 대한 경고 및 고발도 하고 있으며, 비데륜 회원 업체들은 비디오윤리감시위원회를 통해서 감시되고 있다.
비디오윤리감시위원회가 파악하고 있는 심사 단체
- 일본비디오윤리협회(비데륜)
- 컴퓨터소프트웨어윤리기구(소프륜)
- 비주얼소프트콘텐츠산업협동조합(VSIC)
- 일본영상소프트제작판매윤리기구(JAPS, 제판륜)
- 콘텐츠소프트협동조합미디어윤리위원회(CSA, 메디륜)
- 전일본비디오윤리심사회(AJVS, 전심)
- 일본윤리심사협회(JEJA, 일륜)

윤리 심사 단체에 속하지 않는 어덜트 비디오 제작사의 작품은 "자주 규제 작품"이라고 불린다. 또 비데륜, 소프륜 이외의 심사단체에서 심사한 작품은 자율 규제 작품과 질적으로 큰 차이는 없으나, 인디로 취급받는다.
윤리에 대해서는 명확한 기준은 없으며, 모자이크 처리에 있어 크기, 강도 등 제작사마다 차이가 있다. 또 같은 업체가 제작했다고 하더라도 출시 년도에 따라 짙은 정도에 차이가 있다.

## 어덜트 비디오의 분류
제작사와 소비자로 나눠 구분할 수 있다.
제작사의 측면에서 구분하자면, 크게 외모, 스타일이 좋은 여배우들을 앞세운 단체 여배우물과, 여배우의 외형에는 관계 없이 기획된 내용을 바탕으로 한 기획물로 나뉠 수 있다. 작품은 배우의 출연료나 홍보 방식, 메이커의 제작 체제 등에서 두 종류가 명확한 차이가 있으며, 즉 여배우의 이름값으로 분류하는 것이 아니라, 패키지 전면에 기재된 것을 기준으로 구분되는 것이다.
소비자의 측면에서, 어덜트 비디오에는 로리콘, 자위, 세일러복, 강간 등 여러 장르로 구분할 수 있다. 1983년 도쿄 뉴스 통신사의 〈월간 TV가이드 비디오 콜렉션 임시증간호 어덜트 비디오 3000〉의 색인에서는 성인물의 장르를 14종으로 구분하고 있었다. 후지키 TDC에 따르면, 어덜트 비디오의 여명기에는 VHS 포맷이라 영상물의 길이는 30분정도로 단시간이었으며, 때문에 종합적인 에로스를 담은 작품은 제작하기 힘들었고, 각 영상별로 그 장르에 특화된 것을 만들 수밖에 없지 않았을까 추측하고 있다. 그러나 영상이 DVD, 인터넷으로 발전한 요즘에도 종합적인 에로스를 지향하는 것이 아니라, 각 장르에 좀더 심화된 경우가 많으며, 이런 현상에 대해서 일본 특유의 어덜트 비디오 풍토라며, 일본의 문화로 인식하고 있다.
게이 비디오는 기획물이 많지만 그것들을 모두 통틀어 하나의 장르로 취급하는 경향이 있다.

### 제작 방향에 따른 구분

#### 단체 여배우물
단체 여배우물이란 일반적으로 용모가 아름다운 여배우를 내세우는 작품으로서, 배우 이름을 전면에 크게 드러내고 작품 내용보다는 배우 자체를 부각시킨다. 작품에는 AV 여배우 한 명이 출연하므로 단체(単体 : 혼자) 여배우물이라고 한다. 기본적으로 1 ~ 2시간 분량의 작품들이 많으며, 2명 이상의 여배우와 함께 등장하거나 옴니버스 형식으로 출연하는 경우도 있다.

#### 기획물
기획물은 여성의 외모에 구애받지 않고 사전에 기획했던 내용을 바탕으로 만든 작품이다. 따라서 여배우의 이름이 나오지 않을 가능성이 있으며, TV나 영화의 패러디, 대규모의 유부녀물, 아마추어물, 학생물, 강간물, 헌팅물 등 각 장르에 특화해서 그것을 원하는 소비자들을 겨냥한다. 이 장르의 경계에는 뚜렷한 선은 없고, 가령 유부녀 헌팅, 아마추어 키스, 여학생 강간 질내사정과 같이 여러 장르를 섞어 만든 작품도 많다. 또 단체 여배우가 기획물의 성향이 짙은 작품에 출연하기도 한다.
1990년대 말부터 원래는 기획물의 여배우인데, 단체 배우 못지 않은 인기를 끈 배우가 등장하기도 했다. 이러한 여배우를 기획 단체 여배우 또는 키카탄이라고 부르기도 한다. 기획물에 나오는 배우들 중에는 가족에게 들키는 것을 피하기 위해 노출을 자제하는 경우가 많다. 결과적으로 이러한 배우들은 대여용 비데륜계 비디오에 출연하지 않고, 셀 비디오를 제작하는 인디 제작사에 출연하는 경우가 많다. 기획 단체 여배우는 2000년대 초반에 붐을 일으켰으며, 전혀 인기가 높은 기획에 출연하지 않지만 배우의 이미지때문에 작품이 팔리는 기획 단체 여배우들이 늘어났다. 이러한 점 때문에 기획 단체 여배우물은 기획물의 본래 의미와는 조금 다르다고 할 수 있다.

### 소비자의 성적 기호에 따른 분류

#### 정액 / 붓카케
일본의 정액 장르의 시작은 랏샤 미요시로 알려져 있다. 1980년대의 풍속 작가였던 그는 패션 헬스에서 정액을 마시는 행위가 이루어졌으며, 그러한 기술 또는 플레이를 고쿤이라고 표현했다. 1984년 이후에 잡지 SPARK에서 붓카케가 묘사되며, 이 때 도퓨도퓨(ドピュドピュ)라는 의성어도 사용되었다. 이듬해에는 무라니시 토오루, 토요타 카오루 등에 의해 안면 샤워라는 장르가 정착되었으며, 1986년 잡지 마스캇츠 노트 12월 호에서 미요시의 안면 발사 기획 밀키 돌즈가 연재되어 큰 인기를 얻었다. 미요시는 1988년 AV 업계에 감독으로 데뷔하게 되며, 첫 작품은 《다이너마이트 스페르마(정액) 후지 사츠키》였고, 배우의 안면에 정액을 사정하는 장면이 총 7회 등장한다.  후지키 TDC는 정액에만 집중한 영상은 이것을 업계 최초로 보고 있다.
당시의 정액 장르는 마니아틱한 소재였기 때문에, 자체 제작 비디오에 가까운 형태로 제작, 공급되었다. 그러나 그 후의 AV 시장이 융성한 결과, 이 장르는 시장에서 충분한 입지를 가질 수 있었다. 한편 이 장르의 발달은, 성 행위를 하지 않으면서 자위 후에 여배우에게 뿌릴 정액만 제공하는 시루단유(汁男優)라는 직종을 만들었다.

#### 전동 기구
전동 기구를 설치나 삽입해 여배우를 절정에 이르게 하는 내용의 장르이다. 이 장르는 베이비 엔터테인먼트와 딥스의 《여고생 머신 바이브》시리즈가 가장 처음 시도한 것으로 알려져있다. 자전거의 안장에 딜도를 설치해, 그 위에 올라타서 달리는 내용의 《절정 자전거가 간다!》(SOD) 시리즈 등 이 장르는 다양한 작품이 만들어지고 있다.

#### 쉬메일 / 뉴하프
미국에서 1980년대부터 존재했던 장르로서, 이것이 일본에 수입된 것을 시작으로 본다. 일본에서 만들어진 최초의 쉬메일 비디오는 1986년의 《쉬메일 치에미》로 추정된다. 이 장르의 영상은 주로 게이숍에서 판매되었다. 하지만 당시의 일본 AV는 모자이크가 두꺼워 배우의 음경이 보이지는 않는다. 감독 야마모토 류지는 쉬메일은 여성 호르몬의 영향이 있기도 해서 발기조차 되지 않았다고 말한다. 때문에 차라리 만화 쪽이 성 표현에 있어 앞서는 경향이 있었다. 90년에는 여성이 음경을 갖춘 형태의 후타나리가 등장했다.
1996년 야마모토 류지는 신도호 SODOM에서 《쉬메일 천국》을 만든다. 주연 여배우는 필리핀 국적의 TARA였고, 이 배우는 사정이 가능한 체질의 쉬메일이였다. 이 작품은 일본 AV에서 최초로 쉬메일의 사정 장면이 담긴 작품으로 추정된다. 감독은 이 배우가 없었다면, 일본의 쉬메일 시장은 아직 발기를 할 수 있는 배우조차 없었을 것이라고 말한다.
21세기로 들어서며, 이 장르는 만화의 뒤를 쫓기 시작했으며, 여배우가 페니스 밴드를 착용하고 남성적인 자위를 한다던가 남성의 항문에 삽입하는 연기를 펼치기도했다. 이런 작품도 후타나리물의 한 형태로 보며, 물론 실제 후타나리 여성이 여성을 범하는 설정의 작품도 있다. 반대로 남자 배우가 쉬메일 배우의 음경을 항문에 넣어 아날 섹스를 하는 작품도 있다. 결국 남성이 남성에게, 여성이 남성에게, 여성이 여성에게, 남성이 여성에게 삽입하는 것이 모두 가능한 장르이다.
단 쉬메일 배우는 그 수가 부족한 것으로 알려져 있다.

#### 작은 가슴
후지키 TDC의 말에 따르면, AV 시장에서는 여성의 유방이 크면 클수록 선호된다. 하지만 작은 가슴(미유, 빈유)을 전문으로 다루는 장르도 존재한다. 거유라는 말은 1980년대부터 존재했으나, 그것이 점차 커지며 D컵 정도로도 작다(微乳 : 미유)고 불렸다. 미유라는 말의 시작은 TV 아사히 계열의 심야 프로그램 《투나잇2》의 작가로 여겨진다. 미유가 사회적으로 주목을 끈 것은 1998년에 발매한, 당시 청순한 매력으로 인기를 끌었던 여배우 하즈키 리오나의 사진집 《RIONA》에서 드러난 그녀의 작은 가슴이었다.
AV 업계에서 미유를 앞세운 것은 2002년의 《작은 가슴 마니아》(Gap Bust)와 2004년의 《미유 도착증》(SOD 크리에이트)가 처음으로 여겨지며, 붐을 일으켰던 것은 2007년 발매된 와타세 안나 주연의 《수줍은 언니의 민감한 A컵》(와프 엔터테인먼트)로 알려져있다. 이 작품의 매출은 불명이지만, 2010년에 발매된 《미유A 정말로 느끼는 젖가슴》(드림 티켓)은 1만개에 가까운 판매고를 올려 2011년까지 15개의 시리즈가 이어졌다.
단 작은 가슴의 여성은 그것이 콤플렉스인 경우가 많았기 때문에, 장르가 궤도에 오를 때까지 여배우를 찾는데에 약간의 어려움이 있던 것으로 전해지지만, 그런 콤플렉스가 매력으로서 작용하기 때문에 오히려 당당히 작은 가슴을 내세우는 여성은 캐스팅하지 않는 제작사도 있다.

#### 중년 여성
중년 여성 장르는 30대 이상의 성적인 매력이 느껴지는 여성들을 다루는 장르로, 이 장르의 시작은 1990년 6월의 《이런 저라도 AV에 나올 수 있습니까?》(마스캇츠)로 알려져 있다. 중년 여성 장르가 본격적으로 히트하기 시작한것은 《어머니씨!》로 파악된다. 아즈마 미유키의 어머니인 아사노 토모코가 주연으로, 그녀는 전 쇼치쿠 가극단의 단원이었다. 당시 그녀는 48세였는데, 작품의 내용은 엄마와 아들의 근친상간이었다. 이 작품은 4000장의 판매고를 올렸다. 작품의 성공으로 동일 장르의 많은 작품들이 만들어졌으며, 또 당시에는 중년 여배우는 전문 AV 여배우에 비해서 출연료가 상당히 저렴했기 때문에, 1000장 정도를 팔게 되면 손익 분기를 넘길 수 있었다. AV에서 중년 장르를 확고히 한 인물로는 단연 감독 우미야마 테루카즈가 손꼽히며, 30대의 지적이고 단아한 자태의 미인 부인을 컨셉으로 《마담 클럽》이라는 시리즈를 만들었으며, 각 작품마다 1 ~ 2천장가량 판매되었다. 이후 그는 미숙녀라는 새로운 개념을 확립한다.
2010년대의 상황을 보자면 숙녀 전문 AV 사무소도 존재하며, 마이너한 장르를 벗어나 질적으로도 높은 품질이 요구되는 장르로 발전되었다. 또 일반적인 AV는 발매 후 3개월이 지나면 판매량이 더 이상 늘어나지 않는데에 반해서, 이 장르는 1년이 지나도 판매가 이루어지는 것이 특징으로, 심지어 1999년에 발매된 《차를 따는 시골 엄마》(루비)는 2011년에도 판매가 이루어지며, 작품에 따라서는 VHS공급도 이루어지는 등 판매에 있어 다른 장르와는 구별되는 부분이 있다.

#### 노인 남성
1934년 태어난 AV배우 토쿠다 시게오는 일본 현역 AV 배우중 최연장자로 알려져 있다. 74세가 되는 시점에서 이미 200편 이상의 작품에 출연했으며, 76세였을 때 월 4편의 작품에 꾸준히 출연했다. 1994년에 데뷔한 그는 요양 간병 노인등의 역할을 맡기도 했다. AV 역사상 가장 최고령이었던 배우는 FA 프로의 야스다 요시아키였으며 80년대 중반부터 활동해 2004년(85세)까지 현역으로 활동했다. 야스다 요시아키는 2003년 다리 부상으로 은퇴하였으며, 5년 뒤인 2008년 사망했다.
남녀 배우 모두 고령인 《황혼 부부》시리즈도 존재한다.

#### 페티시즘
이 장르는 페티시즘을 추구하는 영상 작품이다. 특히 성 행위가 없는 경우가 있으며 구체적으로 다음과 같은 세부 장르가 존재한다.
- 코스프레
- 스카톨로지
- 웨트 & 매쉬
- 신체에 음식물을 넣거나, 거는 행위
- 묶고, 매다는 행위
- 치라리즘(속옷 등이 슬쩍 보이는 것)
- 파이즈리
- 도촬물
- 자위 관찰

#### 게이
게이 비디오는 주로 게이(남성 동성애자)나, 양성애자용 어덜트 비디오이다. 남자끼리의 항문 성교나, 남성의 자위와 펠라치오를 비롯한 다양한 장르의 작품이 존재한다.

#### 기타
첫경험첫 성 경험을 작품으로 만든 것으로, 처녀 상실과 동정 상실로 나뉜다.
야외 노출야외 노출은 주로 산, 해변 등 눈에 띄지 않는 장소에서 성 행위를 벌이는 야외 플레이와, 다른 사람들의 시선이 있는 곳에서 성 행위를 하는 노출 플레이로 나뉜다. 야외 플레이의 경우 탁 트인 개방된 곳에서의 성행위를 부각시키며, 노출 플레이에서는 여배우가 공공 장소에서 벌거벗거나 성기를 노출하는 경우도 있다.
레즈비언레즈비언은 주로 레즈비언(여성 동성애자)나 양성애자용 성인물이며, 여성끼리 젖꼭지를 애무한다던가, 페니스 밴드, 딜도, 전동기를 이용한 진동 성행위, 타액 교환등의 장면이 주가 되는 장르이다.
강간주로 남성 배우가 여배우를 덮쳐 강간 장면을 연출한다.
SMSM 플레이가 주를 이루는 영상물이다.
어덜트 애니메이션실사를 촬영한 것이 아니라, 애니메이션을 이용한 어덜트 비디오를 나타낸다.
코스프레 AV여배우가 특정 만화, 애니메이션, 게임 캐릭터의 코스프레를 하며 연기를 하다가 성 행위를 하는 작품을 뜻하며, 기본적으로 기획물의 성격을 띈다. 다만 페티쉬즘을 목적으로 코스프레를 하는 것이 아니다.
여성용 AV여성 취향의 AV 장르로서, 이미지가 깨끗한 작품이거나 여성향의 남성 배우가 출연하는 것이 대부분이다. 연애 드라마의 형태를 띠는 것이 많다.
착의코스프레에서 파생한 것으로, 배우가 나체가 되지 않은 상태에서 성 행위를 하는 작품을 의미한다. 옷을 벗기더라도 풀어헤치는 정도이며, 남성의 경우 지퍼에서 음경을 꺼낸 정도인 경우도 많다.

## 같이 보기
- 포르노그래피
- 게이 포르노그래피
- 하드코어
- 모자이크재팬
- 비디오 영화
- 핑크 영화
- AV 남배우
- AV 여배우
- 성 노동자

## 참고 문헌
- 쿠로다, 유키히로 (2011), 《裸心 なぜ彼女たちはAV女優という生き方を選んだのか？》, 슈에이샤
- 후지키, TDC (2009), 《アダルトビデオ革命史》, 겐토샤, ISBN 978-4-344-98125-6
- 후지키, TDC (2011), 《アダルトビデオ最先端 身体と性欲の革命史》, 코어 매거진, ISBN 978-4-86436-094-4